# Rubus ignoratus
Rubus ignoratus es una especie de planta del género Rubus, perteneciente a la familia Rosaceae.

## Taxonomía
Rubus ignoratus fue descrita por H. E. Weber en 1986.

## Distribución
Se encuentra en el territorio oeste de Europa.